# Mariano Delgado
Mariano Delgado fue un personaje ficticio de la serie Aquí no hay quien viva interpretado por Eduardo Gómez Manzano. De metrosexual y pensador es como se describe Mariano, el padre de Emilio, el portero de la comunidad de vecinos de Desengaño, 21. Comenzó en la serie haciendo apariciones esporádicas como vendedor de libros; pero al público le gustó el personaje y acabó entrando en el reparto protagonista en la segunda temporada. Es gorrón por naturaleza, caradura, presumido, mentiroso y se cree un donjuán; pero a la vez es gracioso y ocurrente. Forma parte del Consejo de Sabios. Beyoncé es su amor platónico.

## Biografía
Comenzó en la serie apareciendo brevemente en  el primer capítulo tratando de vender un libro a Roberto. No vuelve a aparecer hasta varios capítulos después, cuando los vecinos lo necesitan para hacerse pasar por perito de una compañía de seguros para engañar a Fernando y a Mauri. No es hasta el capítulo Érase un anillo, el decimoquinto de la primera temporada, cuando se une al elenco protagonista de la serie. Su mujer, la madre de Emilio, le ha echado de casa, y Mariano se va a vivir a la portería con su hijo. Mantiene una breve relación amorosa con Marisa. Comenzamos a descubrir su carácter real cuando se niega a dar uvas a todos los vecinos y las acaba cobrando a ciento cincuenta euros la ración a falta de pocos minutos para las campanadas de Nochevieja.
En la segunda temporada Mariano toma un papel más importante en la serie. En el tercer capítulo Mariano comparte piso con Mauri, que se ha quedado solo tras la marcha de Fernando a Londres. Ni que decir tiene que la convivencia es un desastre. Mauri, harto de la poca colaboración de Mariano, decide echarlo de su casa; pero éste se niega a marcharse y se encierra en el dormitorio. La policía acude y finalmente Mariano acaba marchándose, creyéndose que se trataba de una discusión de pareja. En el siguiente capítulo los vecinos se apuntan a una competición de baloncesto con un premio para los ganadores de un viaje a Grecia y Mariano, que no se quiere perder el viaje, se apunta al equipo como mascota. Más tarde, tras ver la ola de delincuencia que asola el barrio, los vecinos deciden tomarse la ley por su cuenta y montar patrullas ciudadanas. Mariano, Emilio, Andrés y Juan forman una patrulla y encuentran una bolsa con seiscientos mil euros dentro. Mariano es secuestrado para que los vecinos devuelvan el dinero. Se produce el intercambio y Mariano sale sano y salvo. Varios capítulos después Lucía y Roberto graban un vídeo casero, vídeo que acabaría en manos de Mariano, quien no duda en hacer una copia y presentarlo a un concurso. Llega el desenlace de la segunda temporada con la boda de Emilio y su examen de ingreso a la universidad para mayores de veinticinco años. Mariano ayuda a copiar a Emilio e irrumpe en medio de la boda para entregarle los anillos a su hijo, que se los había olvidado, dado que la boda se celebró el mismo día que el examen.
En la tercera temporada vemos a un Mariano preocupado por su apariencia física y decide hacerse metrosexual. Comienza pisando fuerte, casándose con una bielorrusa, Svetlana, en un matrimonio de conveniencia. Cuando Lucía abre su restaurante, Mariano entra a trabajar de aparcacoches y le acaban robando un Porsche. Tras la llegada de Nieves a la comunidad, Mariano se siente atraído por ella. Entrena a Juan para su combate. Mariano entra a trabajar en la obra de casa de Mauri y acaban construyendo una habitación sin puerta y dejando a Paco emparedado dentro. Posteriormente se mete a trabajar de segurata en el videoclub, recién comprado por parte de Carlos, y consigue que unas prostitutas entren en la academia que abre Juan. Carlos, en vista de que el videoclub no da dinero, decide convertirlo en un bar, y Mariano, junto con Carlos, Juan y Paco, se ve involucrado en un lío con un traficante de drogas. Varios episodios después, tras el nombramiento de Mauri como presidente de la comunidad, éste decide colocar una máquina tragaperras en el portal para reacaudar fondos, y Mariano gana todo el dinero y se lo queda. Cuando Mauri reniega de sus responsabilidades como presidente, Mariano monta una piscina en el tejado y acaba hundiendo el techo del piso del 3.° A y cayendo por él con Concha.
En la cuarta temporada Mariano sigue metiendo en líos a la comunidad. Comienza cultivando marihuana junto con Marisa, que después venden como infusión terapéutica para la tercera edad. Tras las restricciones de agua que sufre la comunidad debido a la pertinaz sequía, Mariano, con el beneplácito de los vecinos —de algunos de ellos, mejor dicho—, construye un pozo en el patio y acaba encerrado en él —junto con Juan— y al borde de la muerte. Surge una amistad entre Juan y Mariano. Marta, la presidenta de una finca colindante, aparece en la vida de Juan y éste comienza a sentirse atraído por ella. Pero Mariano consigue engañar a ambos, meterse en la relación y quedar con Marta en un hotel, aunque ésta sale corriendo cuando ve a Mariano. Mauri decide escribir un libro, pero anda falto de ideas y Mariano le echa una mano, escribiendo por él. Finalmente, Mauri y él escriben el libro juntos, Superagus, una historia de un camionero al que le cae un rayo y obtiene superpoderes, y su novela se convierte en un superventas. Se intenta asociar con su amigo Higinio para crear la empresa Chapuzalia. Carlos, deprimido por sus frustraciones amorosas, acaba metido en una secta. Mariano ve negocio y forma su propia secta, pero acabaría detenido. Se inicia el desenlace de la cuarta temporada, y Mariano adquiere el ático y monta una suite para encuentros amorosos, la suite Mariano, con la que acaba obteniendo bastantes beneficios. En el último capítulo de la temporada Emilio finge su muerte para que Belén cobre el dinero del seguro, y Mariano participa activamente en la estafa, ayudando a Belén.
En la última temporada vemos a Mariano como portero tras la marcha de Emilio a las Bahamas junto con Belén. Después del regreso de Emilio y su sustitución como portero, Mariano, tras la negativa de Juan de pagarle, decide enviarle una tuna para que sea pagado. Varios capítulos después Mariano decide hacer reformas en la portería y, al tirar un muro, hallan unos restos humanos. Junto con Isabel, deciden investigar. Tras sospechar que ese cadáver es el de Antonio Rubio Cortés, marido de Concha, se descubre que realmente son los restos de Nemesio, antiguo portero de la comunidad. Tras la apertura de la emisora de radio, Radio Patio, Mariano entra a trabajar llevando el programa de El loco de la portería, una clara alusión a El loco de la colina. Tras la muerte de Paloma Mariano escribe su segundo libro, Paloma Cuesta y punto en boca, una biografía no autorizada de la susodicha. Finaliza la serie conociendo a la madre de Mauri y enamorándose de ella. En el último capítulo Mariano, picando en una viga de la portería, halla las termitas que acaban con el edificio. Mariano se va a vivir con Leonor, la madre de Mauri, a Marbella.

## Personalidad y relación con otros personajes
Mariano no es un padre modelo, ya que se caracteriza por enamorarse de cualquier mujer que encuentra. Sin embargo, no tiene una relación sentimental seria hasta que conoce a Leonor, la madre de Mauri, con quien la relación ha sido bastante turbia primero con una corta convivencia que finalizó llamando a la policía y luego cambiando los botes de semen, estando a punto de dejar embarazada a Ana, la novia de Bea.
También se caracteriza por realizar numerosos trapicheos con los inquilinos de Desengaño, 21, motivo por el cual su hijo le ha echado varias veces de casa, aunque luego siempre lo vuelva a readmitir.

## Premios y nominaciones
El actor Eduardo Gómez ha sido galardonado con el premio de la Unión de Actores al mejor actor secundario de televisión en su decimecuarta edición.